# Василий (Коман)
Епи́скоп Васи́лий (рум. Episcopel Vasile, в миру Василе Коман, рум. Vasile Coman; 25 декабря 1912 (7 января 1913), Дял, Алба — 10 июля 1992, Орадя) — епископы Румынской православной церкви, епископ Орадский.

## Биография
Родился в Рождество 1912 года в селе Холм Кырника, жудец Альба, в крестьянской семье Йоана и Йоаны. Обучался в начальной школе в родном селе, а средние курсы в лицее им. Аурела Влайку в городе Орэштие. Будучи лицеистом, присутствовал вместе со своим отцом на Великом собрании в Алба-Юлии 1 декабря 1918 года.
В 1930 поступил в Богословскую академию имени Андрея Шагуны в Сибиу, которую окончил в 1934 году, защитив дипломную работу «доктрина о чистилище и борьба с ней» («Doctrina despre purgatoriu și combaterea ei»). В 1934—1935 учебном году в качестве стипендиата Сибиуской архиепископии по призыву митрополита Николая (Бэлана) и ректора Николая Колана прошёл курсы факультета естественных наук Клужского университета.
28 февраля 1936 года он был рукоположен в сан священника прихода Сирни в жудеце Брашов, где он служил до 1 сентября 1937 года. Прошел курс учительской семинарии при Университете Клужа и в 1937 году в Яссах выдержал экзамен на право быть учителем.
В 1937 году он поступил в образование, как учитель религии, в Брашов, до 1942 года, когда был назначен священником прихода Брашова-крепости.
В 1944 году он поступил в докторантуру на богословский факультет в Бухаресте, получив в 1947 году звание доктора богословия, защитив диссертацию под названием «Молитвы за вождя и власти государства в христианском культе» («Rugăciunile pentru căpetenia și autoritățile statului în cultul creștin») и удостоился звания Magna Cum Laude.
С 1 января 1957 года и до избрания епископом, в течение четырнадцати лет заключенным был протопопом*(благочинным) Брашова, в течение которого он осуществляет замечательную деятельность и накапливает особенно богатый и плодотворный пастырский и административный опыт, который он будет использовать в полной мере, став епископом.
Оводовел, после чего, оценивая достижения священника, профессора и протоиерея доктора Василия Комана, его решено было рукоположить в епископский сан. 13 декабря 1970 года Церковная избирательная коллегия избрала его достоинство епископом Орадским. 21 декабря того же года был в Монастыре Шимбата-де-Сус. 27 декабря того же года состоялась его епископская хиротония. 10 января 1971 года состоялась его интронизация.
Возглавив Орадскую епархию, он обнаружил более 100 вакантных приходов, поэтому с самого начала уделял особое внимание приходам и священникам, направляя их, исследуя и управляя ими, чтобы осуществлять как можно более плодотворную пастырско-миссионерскую работу в приходах. За 21 год архипастырской деятельности в Орадской епархии было построено 54 новых церкви, к которым прибавилось 160 новых приходских домов, 4 протопоские резиденции и гостиница для священников. За этот период было расписано 260 церквей, и отремонтированы практически почти все 900 церквей в епархии.
В то же время долгие годы он руководил делегацией Румынской Церкви в диалоге с лютеранской церковью. Он также возглавлял комиссию Святого Синода, которая занимается пасторально-миссионерской деятельностью и борьбой с сектантским прозелитизмом.
После 1989 года, несмотря на возраст и ослабление здоровья, Преосвященный Василий не опровергает ценность своей личности. Ещё в январе 1990 года возрождается старый церковный журнал прихода Орадии, румынский закон. В феврале 1990 года инициирует возобновление и ремонт больничной церкви. Вместе со старым другом и сотрудником той же талии, г-н ректор Университета Орадя, профессор. др. Инг. Венгерский Теодор возродил богословский факультет для подготовки будущих священников, учителей религии и социальных работников.
Скончался 10 июля 1992 года после 35 лет священства и 21 года служения епископом Орадским.